# مايكل فرانكس
مايكل فرانكس (بالإنجليزية: Michael Franks)‏ هو عازف جاز وكاتب أغاني وعازف قيثارة ومغني أمريكي، ولد في 18 سبتمبر 1944 في لاهويا في الولايات المتحدة.

## وصلات خارجية
- الموقع الرسمي
- مايكل فرانكس على موقع IMDb (الإنجليزية)
- مايكل فرانكس على موقع ميوزك برينز (الإنجليزية)
- مايكل فرانكس على موقع أول ميوزيك (الإنجليزية)
- مايكل فرانكس على موقع ديسكوغز (الإنجليزية)
- مايكل فرانكس على موقع قاعدة بيانات الفيلم (الإنجليزية)